# Opius shabelliensis
Opius shabelliensis är en stekelart som beskrevs av Fischer 1996. Opius shabelliensis ingår i släktet Opius och familjen bracksteklar. Inga underarter finns listade i Catalogue of Life.